# Agios Thomas (Boeitia)
Agios Thomas  este un oraș în Grecia în prefectura Boeotia.